# فيكتور إسحاق أكوستا
فيكتور إسحاق أكوستا (بالإسبانية: Víctor Isaac Acosta)‏ (4 ديسمبر 1986 في الأرجنتين - ) هو لاعب كرة قدم أرجنتيني في مركز الهجوم. لعب مع أتليتيكو توكومان وفيليز سارسفيلد ونويفا شيكاجو وClub El Porvenir ‏ ونادي دايجو وروبيو نيو ‏ وUAI Urquiza ‏.

## وصلات خارجية
- فيكتور إسحاق أكوستا على موقع دوري كوريا الجنوبية (الإنجليزية)
- فيكتور إسحاق أكوستا على موقع قاعدة بيانات كرة القدم.إي يو (الإنجليزية)
- فيكتور إسحاق أكوستا على موقع Soccerway.com (الإنجليزية)